# Natalie Corless
Natalie Corless, född 27 november 2003, är en kanadensisk rodelåkare.

## Karriär
Corless tävlade för Kanada vid olympiska vinterspelen 2022 i Peking, där hon slutade på 16:e plats i damernas singel.